# شارل رابای
شارل رابای (انگلیسی: Charles Rabaey؛ زادهٔ ۳۰ اکتبر ۱۹۳۴) دوچرخه‌سوار اهل بلژیک است.